# آپینیا ساکولجرواینسوک
آپینیا ساکولجرواینسوک (تایلندی: อภิญญา สกุลเจริญสุข) بازیگر تایلندی است که در روز ۲۷ مهٔ ۱۹۹۰ به دنیا آمده‌است. آپینیا که با نام سایپان (Saipan) نیز معروف می‌باشد، یکی از برترین ستاره‌های نوجوان تایلندی است. او بازیگر، تأیید کننده محصول و مجری تلویزیون است. آپینیا مدرک کارشناسی خود را در رشته هنرهای ارتباطات از دانشگاه رانگسیت دریافت کرد.

## فیلم‌شناسی
- ۲۰۰۸: دوستی
- ۲۰۱۲: ۳ ای. ام